# لانسبورو (آیووا)
لانسبورو (به انگلیسی: Lanesboro) شهری در ایالت آیووا کشور ایالات متحده آمریکا است که جمعیت آن در سرشماری سال ۲۰۱۰ میلادی، ۱۲۱ نفر بوده‌است.